# Platycatantops
Platycatantops is een geslacht van rechtvleugeligen uit de familie veldsprinkhanen (Acrididae). De wetenschappelijke naam van dit geslacht is voor het eerst geldig gepubliceerd in 1985 door Baccetti.

## Soorten
Het geslacht Platycatantops  is monotypisch en omvat slechts de volgende soort:
- Platycatantops depressus (Baccetti, 1985)